# JZip
jZip ist ein kostenloses Datenkompressionsprogramm unter Windows, das auf der 7-Zip Technologie von Igor Pavlov basiert (z. Z. v4.55). jZip unterstützt eine Vielzahl von Formaten: zum Beispiel Zip, RAR, 7z, ISO, TAR oder GZip und ist kompatibel mit allen ähnlichen Programmen wie WinZip, WinRar und 7-Zip.

## Merkmale und Eigenschaften
Mit jZip lassen sich komprimierte (Archiv-)Dateien der Formate
- 7z (.7z),
- ZIP (Dateiformat) (.zip),
- gzip (.gz),
- bzip2 (.bz/.bz2) und
- tar (.tar)

erstellen.
Darüber hinaus lassen sich Archive der Formate
- ARJ (.arj),
- CAB (.cab),
- LHA (.lzh, .lha),
- RAR (.rar),
- Debian- (.deb) und
- ISO-Abbilder (.iso)

entpacken.
Die grafische Benutzeroberfläche fügt sich dank „Drag & Drop“ und Kontextmenüs nahtlos in Windows ein. Eine Kommandozeilenversion wird mitgeliefert.